# 亞美尼亞綠黨
亞美尼亞綠黨（亞美尼亞語：Հայաստանի ̶անաչների կուսակցություն）是亞美尼亞一個主張綠色政治的政黨。該黨總部設立於亞美尼亞首都葉里溫。 

## 歷史
亞美尼亞綠黨於1999年2月由亞美尼亞國民大會黨前黨員阿爾梅納克·多夫拉季安創立。政治立場屬於左翼。該黨目前在亞美尼亞共和國國民議會中沒有任何席位，是一支議會外勢力。 

## 意識形態
亞美尼亞綠黨的意識形態是綠色政治、環境保護主義與綠色經濟，積極在全國開展宣傳活動，以加強環境保護。然而，該黨領導人阿爾梅納克·多夫拉季安表示，環境保護主義並不是該黨唯一重要的主張。亞美尼亞綠黨鼓勵亞美尼亞經濟發展，並支持亞美尼亞僑民和亞美尼亞之間有更強的團結。2020年納戈爾諾卡拉巴赫戰爭爆發時，阿爾梅納克·多夫拉季安主張外國不要干涉亞美尼亞，並增加亞美尼亞對阿爾察赫共和國的支持。

## 選舉紀錄
在2013年亞美尼亞總統選舉前，亞美尼亞綠黨宣布由於對腐敗和選舉舞弊的擔憂而不會參加。該黨支持自由黨總統候選人格蘭特·巴格拉強。
該黨抵制2017年亞美尼亞議會選舉。
在2018年亞美尼亞議會選舉之前，亞美尼亞綠黨宣布將參加選舉，並表示願意與其他政黨討論組建政治聯盟的方案。但最終，該黨未能參加選舉。
2021年，亞美尼亞綠黨作為自由家園聯盟的一部分參加2021年亞美尼亞議會選舉。選舉後，自由家園聯盟僅獲得0.32%的選票，未能在亞美尼亞共和國國民議會中贏得任何席位。